# Falkemich
Falkemich ist ein Ortsteil von Marialinden in der Stadt Overath im Rheinisch-Bergischen Kreis in Nordrhein-Westfalen, Deutschland.

## Lage und Beschreibung
Der Weiler Falkemich liegt an der Kreisstraße 37 oberhalb des weitgehend unter Naturschutz stehenden Naafbachs. Der entspringt zwei Quellbächen im Waldgebiet um den Heckberg, wird zusätzlich aus einer Reihe unterirdischer Quellen gespeist und bildet hier die Grenze zum Rhein-Sieg-Kreis. Der Gipfel des Falkemicher Bergs direkt neben Falkemich besitzt eine Höhe von 232 m ü. NHN. Der Ort gehört zu den Stationen des Fernwanderweges Bergischer Weg. In der Nähe (jeweils an der Landesstraße 312 und dem Naafbach) liegen die Orte Blindenaafermühle, Schwellenbachermühle und Fischermühle.
Im Jahr 2012 geriet Falkemich durch die Gründung einer Art Gnadenhof für Kühe in die Schlagzeilen. Wegen des Preisverfalls für Milch musste Landwirt Matthias Müller – wie auch manche seiner Kollegen – die Milchwirtschaft aufgeben. Da er seine 26 Kühe nicht in den Schlachthof bringen wollte, rief er zur Kuhrettung auf. Es fanden sich genügend Kuhpaten, die mit Spenden halfen, das Überleben der arbeitslosen Tiere zu sichern.

## Geschichte
Der Ortsname zählt zu den -berg Namen. Die Endsilbe -berg in den älteren Schreibweisen wandelte sich dabei aus unklaren Gründen zu -mich. Das Bestimmungswort Falke geht vermutlich auf die Vogelart zurück.
Die Topographia Ducatus Montani des Erich Philipp Ploennies, Blatt Amt Steinbach, belegt, dass der Wohnplatz bereits 1715 vier Hofstellen besaß, die als Falckenberg beschriftet sind. Carl Friedrich von Wiebeking benennt die Hofschaft auf seiner Charte des Herzogthums Berg 1789 als Falkenthal. Aus ihr geht hervor, dass der Ort zu dieser Zeit Teil der Honschaft Burg im Kirchspiel Overath war.
Der Ort ist auf der Topographischen Aufnahme der Rheinlande von 1817 als Falkemich verzeichnet. Die Preußische Uraufnahme von 1845 zeigt den Wohnplatz unter dem Namen Falkemich. Ab der Preußischen Neuaufnahme von 1892 ist der Ort auf Messtischblättern regelmäßig als Falkemich verzeichnet.
1822 lebten 48 Menschen im als Hof kategorisierten Ort, der nach dem Zusammenbruch der napoleonischen Administration und deren Ablösung zur Bürgermeisterei Overath im Kreis Mülheim am Rhein gehörte und als Falkemigh aufgeführt wurde. Für das Jahr 1830 werden für den als Hof bezeichneten Ort 56 Einwohner angegeben. Der 1845 laut der Uebersicht des Regierungs-Bezirks Cöln als Weiler kategorisierte Ort besaß zu dieser Zeit 15 Wohngebäude mit 77 Einwohnern, alle katholischen Bekenntnisses. Die Gemeinde- und Gutbezirksstatistik der Rheinprovinz führt Falkemich 1871 mit zwölf Wohnhäusern und 64 Einwohnern auf. Im Gemeindelexikon für die Provinz Rheinland von 1888 werden zwölf Wohnhäuser mit 82 Einwohnern angegeben. 1895 besitzt der Ort 14 Wohnhäuser mit 73 Einwohnern und gehörte konfessionell zum katholischen Kirchspiel Marialinden, 1905 werden 16 Wohnhäuser und 70 Einwohner angegeben.

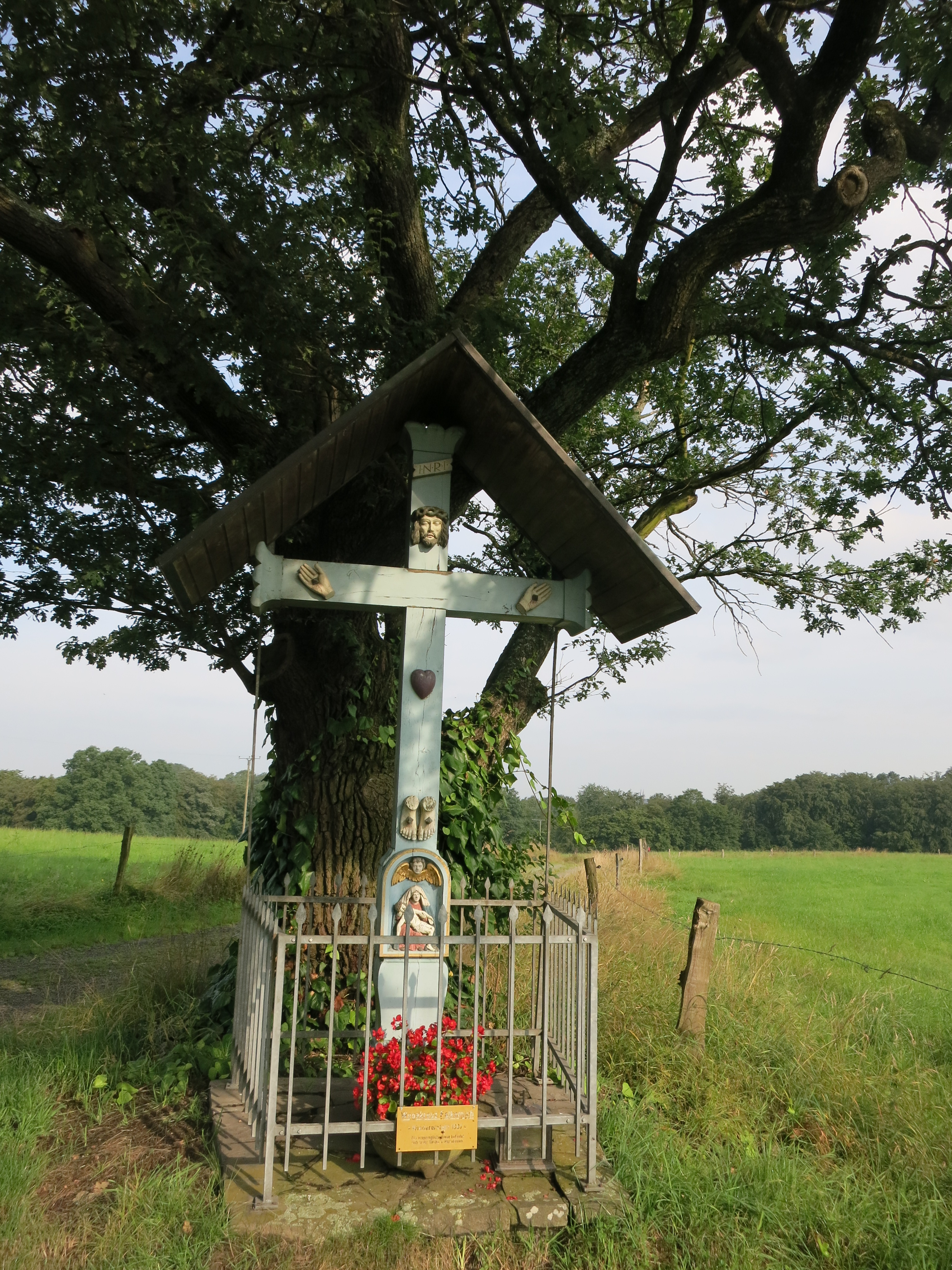
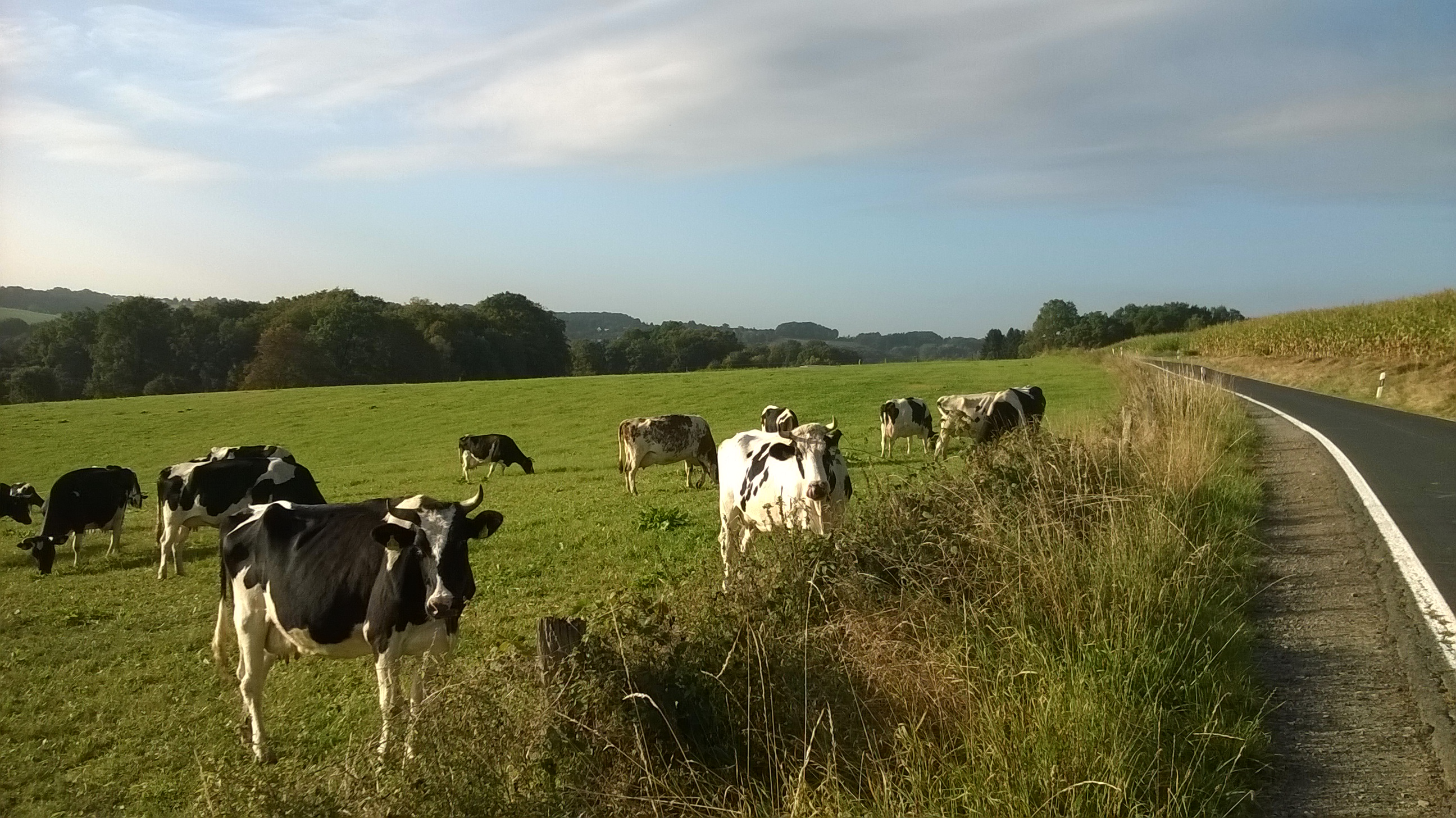
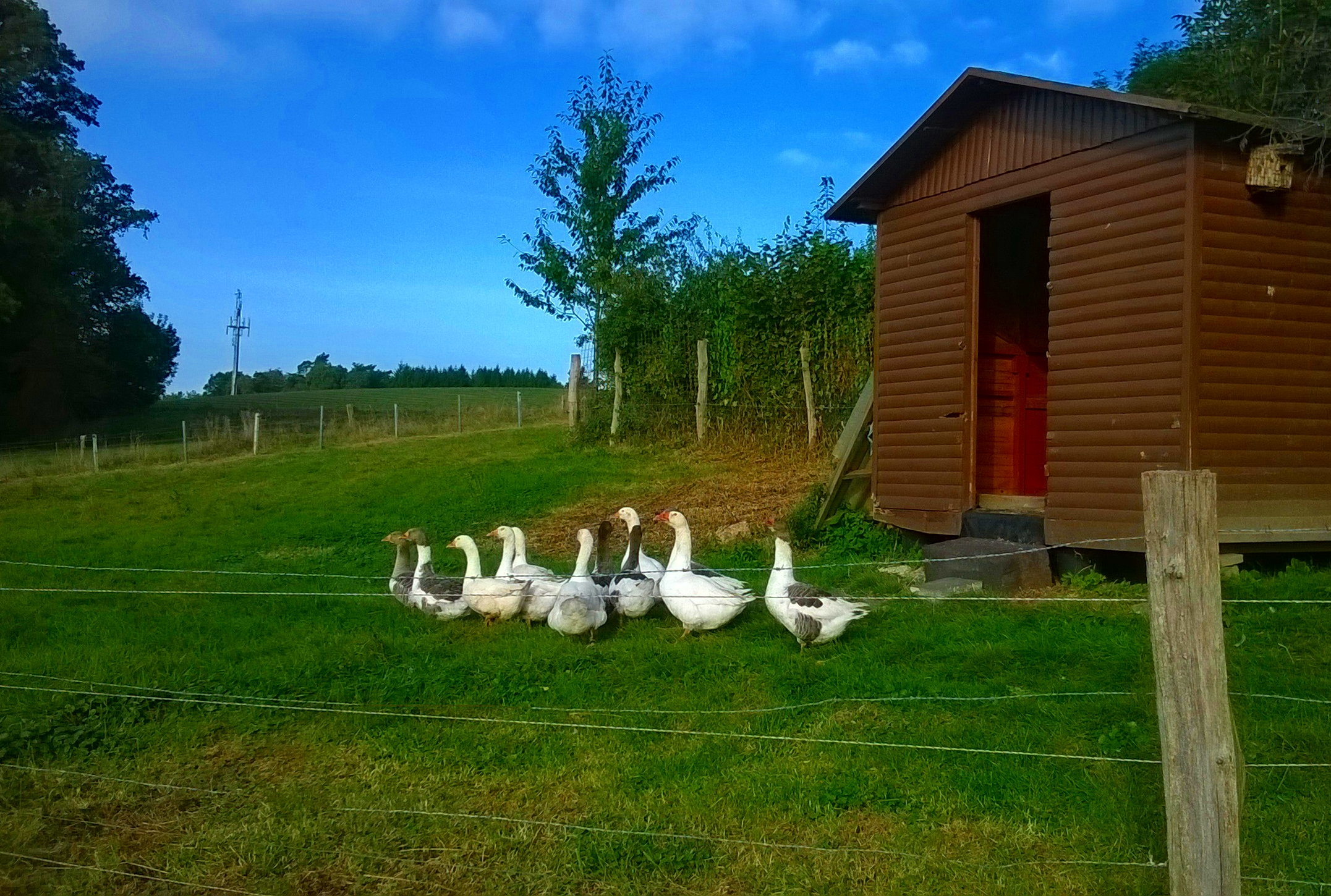
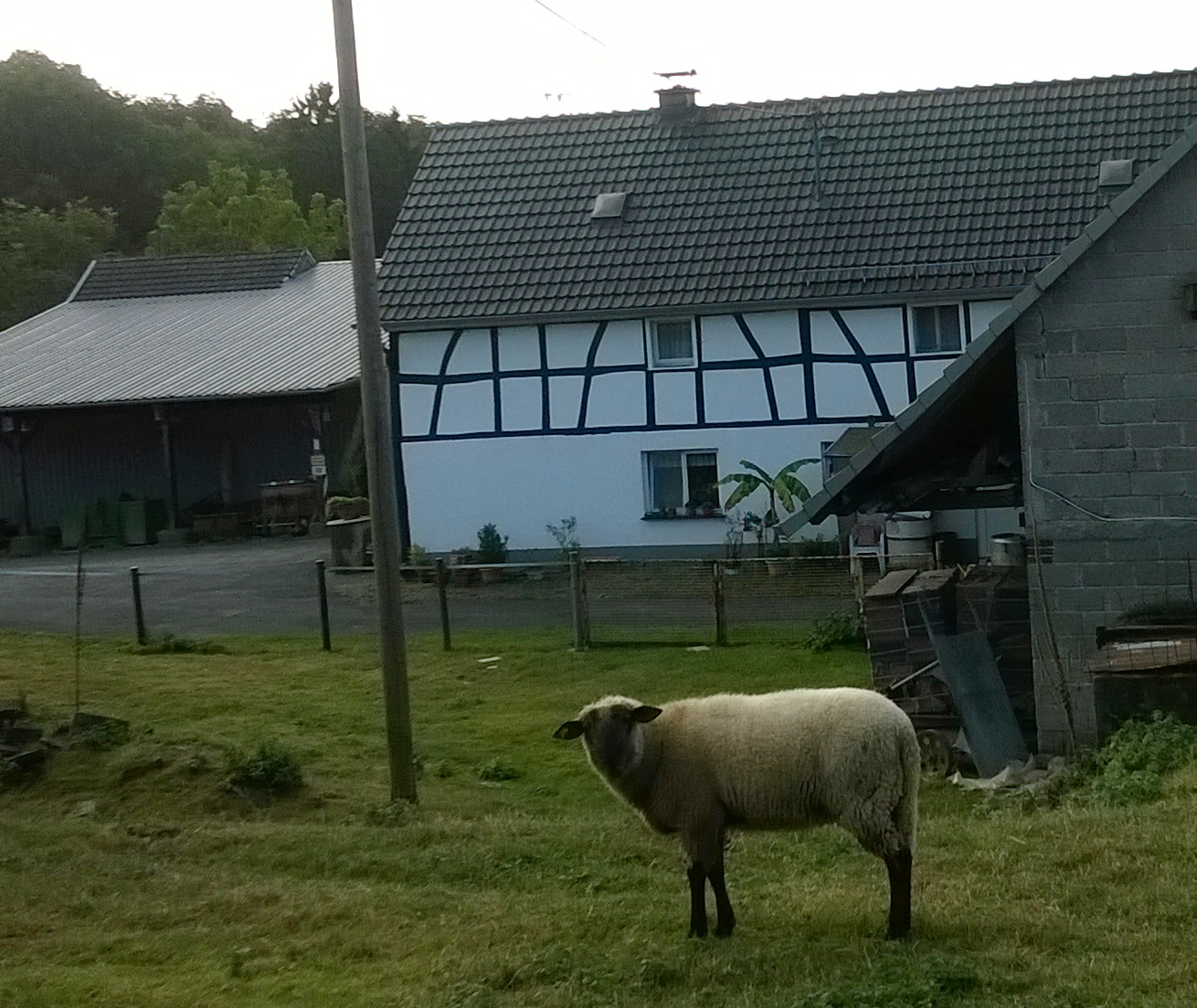